# Ивановский государственный энергетический университет
Ивановский государственный энергетический университет имени В. И. Ленина (полное наименование — федеральное государственное бюджетное образовательное учреждение высшего образования «Ивановский государственный энергетический университет имени В. И. Ленина») — высшее учебное заведение города Иваново, основанное 24 июня 1930 года на базе инженерно-механического факультета Иваново-Вознесенского политехнического института. До 1992 года носил название «Ивановский энергетический институт им. В. И. Ленина». Награждён орденом «Знак Почёта».

## История
Ивановский государственный энергетический университет был основан на базе инженерно-механического факультета Иваново-Вознесенского политехнического института в 1930 году и до 1992 года именовался Ивановским энергетическим институтом. Ректором института был П. И. Плеханов.

### В СССР
Иваново-Вознесенский политехнический институт был создан в 1918 году на базе эвакуированного в Иваново Рижского политехнического института.
В 1931 году ректором института назначен Я. Ф. Кедров. В то же время началось строительство в первом Рабочем поселке корпуса «А». В 1932 году институт перешёл в ведение народного комиссариата тяжелой промышленности СССР. В 1933 году были основаны электротехнический и теплотехнический факультеты, ректором был назначен Ф. Е. Охотников.
В 1934 году было закрыто вечернее отделение института, а в 1935 году был открыт общетехнический факультет. Ректором института назначен П. С. Бородыня. К 1936 году в два раза увеличился штат преподавателей института, и на треть выросло количество студентов.
В 1937 году институт возглавил Н. Л. Спектор, он перешел в ведение народного комиссариата оборонной промышленности. Структура института была реорганизована — закрыли общетехнический факультет, была упразднена теплотехническая специальность, восстановлена аспирантура и введена новая специальность — «Электроснабжение промышленных предприятий», обучение продолжалось пять лет и два месяца.
В 1938 году институт возглавил А. Н. Зверев, в этом же году Ивановский энергетический институт отметил своё двадцатилетие, в связи с чем ему было присвоено имя В. И. Ленина.
В январе 1939 года институт был передан в ведение народного комиссариата судостроительной промышленности, а летом того же года — в ведение народного комиссариата электростанций и электропромышленности. В 1939 году Г. К. Филоненко защитил первую докторскую диссертацию.
В 1941 году ректором института был назначен Ф. И. Исаев, тогда же было закончено строительство студенческого общежития № 1 на 350 человек, вновь началась подготовка студентов по специальности «теплоэнергетика». В начале войны на фронт отправилось 330 преподавателей и студентов, в половине учебного корпуса и студенческих общежитиях были размещены госпитали, занятия проводились в две смены, а срок обучения сократился до трех лет и четырёх месяцев.
После Великой Отечественной войны с развитием советского атомного проекта Ивановский институт становится ведущим учебным заведением по подготовке кадров для строящихся АЭС и специалистов оперативного персонала для эксплуатации атомных электростанций.

### В Российской Федерации
В 1992 году Ивановскому энергетическому институту был присвоен статус государственного технического университета.
В 1993 году началась работа российско-немецкого семинара «Надежность энергетических систем».
В 1994 году Ивановский государственный энергетический университет получил грант на проведение образовательных обменов информационного агентства Соединенных штатов Америки.
В 1997 году была открыта докторантура по специальностям «Электротехнические комплексы и системы, включая их управление и регулирование», «Автоматизация технологических процессов и производств», «Системы автоматизированного проектирования».
В 2000 году на базе Ивановского машиностроительного техникума (ИвМт) был образован машиностроительный колледж Ивановского государственного энергетического университета. В 2001 году был открыт факультет повышения квалификации преподавателей, развитие университета идет в соответствии с принципами управления качеством образования.
В 2005 году Ивановскому государственному энергетическому университету Калининской атомной электростанцией был передан в дар полномасштабный тренажер энергоблока, был основан межфакультетский тренажёрный центр. Благодаря этому структура подготовки специалистов для атомной энергетики в ИГЭУ согласуется с требованиями подготовки оперативного персонала на АЭС, а программа обучения адаптирована с программами подготовки ВИУР, ВИУТ и соответствует требованиям руководящих документов АЭС.
В 2007 году в университете был открыт учебно-военный центр для подготовки офицеров войск связи, проходящих службу по контракту.
В 2008 году университет успешно прошел внешний аудит и сертификацию системы управления качеством экспертами Европейского фонда управления качеством (EFQM).
В 2010 году специальности «Промышленная электроника» и «Атомные электрические станции» первые в России были отмечены европейским знаком качества EUR-ACE.
В 2010 году ИГЭУ стал членом консорциума EU4M — ERASMUS Mundus Master in Mechatronic and Micro-Mechatronic Systems.
В 2011 году ИГЭУ наряду с 12 ведущими вузам России, готовящими кадры для атомной промышленности страны, вошел в "Консорциум опорных ВУЗов Госкорпорации «Росатом».

## Рейтинги
В 2014 году агентство «Эксперт РА», включило ВУЗ в список лучших высших учебных заведений Содружества Независимых Государств, где ему был присвоен рейтинговый класс «Е».

## Факультеты и кафедры

### ТЭФ — Теплоэнергетический факультет
Факультет создан в 1948 году.
- Кафедра автоматизации технологических процессов
- Кафедра химии и химических технологий в энергетике
- Кафедра тепловых электростанций
- Кафедра паровых и газовых турбин
- Кафедра теоретических основ теплотехники
- Кафедра промышленной теплоэнергетики
- Учебно-научный центр тренажеров в энергетике (УНЦТ)

### ЭМФ — Электромеханический факультет
Факультет создан в 1956 году.
- Кафедра электроники и микропроцессорных систем
- Кафедра технологии машиностроения
- Кафедра электропривода и автоматизации промышленных установок
- Кафедра электромеханики
- Кафедра теоретической и прикладной механики
- Кафедра прикладной математики

### ЭЭФ — Электроэнергетический факультет
Факультет создан в 1956 году.
- Кафедра электрических станций, подстанций и диагностики электрооборудования
- Кафедра электрических систем
- Кафедра автоматического управления электроэнергетическими системами
- Кафедра теоретических основ электротехники и электротехнологии
- Кафедра высоковольтной электроэнергетики, электротехники и электрофизики

### ИВТФ — Факультет информатики и вычислительной техники
Факультет создан в 1991 году.
- Кафедра систем управления
- Кафедра программного обеспечения компьютерных систем
- Кафедра информационных технологий
- Кафедра высшей математики
- Кафедра высокопроизводительных вычислительных систем
- Кафедра интенсивного изучения английского языка
- Кафедра конструирования и графики

### ИФФ — Инженерно-физический факультет
Факультет создан в 1991 году.
- Кафедра атомных электростанций
- Кафедра энергетики теплотехнологий и газоснабжения
- Кафедра физики
- Кафедра безопасности жизнедеятельности
- Кафедра французского языка

### ФЭУ — Факультет экономики и управления
Факультет создан в 1991 году.
- Кафедра общей экономической теории
- Кафедра экономики и организации предприятия
- Кафедра менеджмента и маркетинга
- Кафедра связи с общественностью, политологии, психологии и права
- Кафедра социологии
- Кафедра отечественной истории и культуры
- Кафедра философии
- Кафедра иностранных языков
- Кафедра физвоспитания
- Центр экономики и финансов
- Учебный центр «Менеджмент в энергетике»

В университете также имеется военная кафедра и учебный военный центр.

## Известные выпускники и преподаватели
См. также Категория:Выпускники Ивановского энергетического университета и Категория:Преподаватели Ивановского энергетического университета
- Рафаэль Ибрагимович Байдавлетов — российский государственный и политический деятель. Член Совета Федерации (2008—2010).
- Виктор Аркадьевич Глазунов — российский учёный, специалист в области машиностроения и робототехники, директор ИМАШ РАН.
- Лев Сергеевич Попырин — физик, специалист в области комплексных проблем энергетики, член-корреспондент АН СССР (1974), лауреат премии имени Г. М. Кржижановского.
- Алексей Алексеевич Хохлов — российский государственный и политический деятель. Глава города Иваново (2015—2016), депутат Государственной думы VII созыва.
- Вадим Николаевич Шувалов — российский политический деятель, депутат Государственной думы Российской Федерации VIII созыва, бывший глава города Сургута.
- Евгений Васильевич Шабаров — конструктор ракетно-космической техники, Герой Социалистического Труда, кандидат технических наук, лауреат Ленинской премии.